# Pierre-Léopold Horion
Pierre Leopold Horion (Aat, 26 december 1764 - Brussel, 14 december 1854) was een Zuid-Nederlands edelman.

## Geschiedenis
- In 1773 verleende keizerin Maria-Theresia erfelijke adel aan Jean-Baptiste Joseph Julien Horion heer van Autreppe en Osbrucq, zoon van Antoine Horion, koopman en schepen in Aat.
- Dezelfde adelsverheffing werd verleend aan Jean-Baptiste Antoine Horion en Jean-Baptiste Léopold Horion, broers van bovengenoemde, die ongehuwd overleden.

## Het huis Horion
- Pierre-Leopold Horion was een zoon van Jean-Baptiste Joseph Horion (hierboven) en van Marie-Philippine Rins. Hij trouwde in 1803 met Caroline Flon (1782-1849) en ze kregen zes kinderen. In 1826 werd hij onder het Verenigd Koninkrijk der Nederlanden, erkend in de erfelijke adel.
  - Antoine Adolphe Edouard Horion (1804-1848) trouwde in 1838 met Zoé Van Blericq (1810-1850).
    - Edouard Pierre Joseph Horion (1831-1875) trouwde met Louise Florent (1843-1915).
      - Alfred Horion (1867-1944), kolonel bij de infanterie, trouwde met Emilie Muls (1881-1966). Hun zoon André Horion (1984-1984) was de laatste mannelijke naamdrager Horion.

    - Alfred Edmond Léopold Horion (1836-1897), majoor, trouwde met Louise Schollaert (1840-1931). Ze kregen vier kinderen, maar zonder verdere afstammelingen.
    - Leopold Charles Horion (1847-1919) trouwde in 1880 met Henriette Jaspers (1843-1933). Ze hadden een zoon en een dochter, maar zonder verdere nazaten.